# John Kallenbach

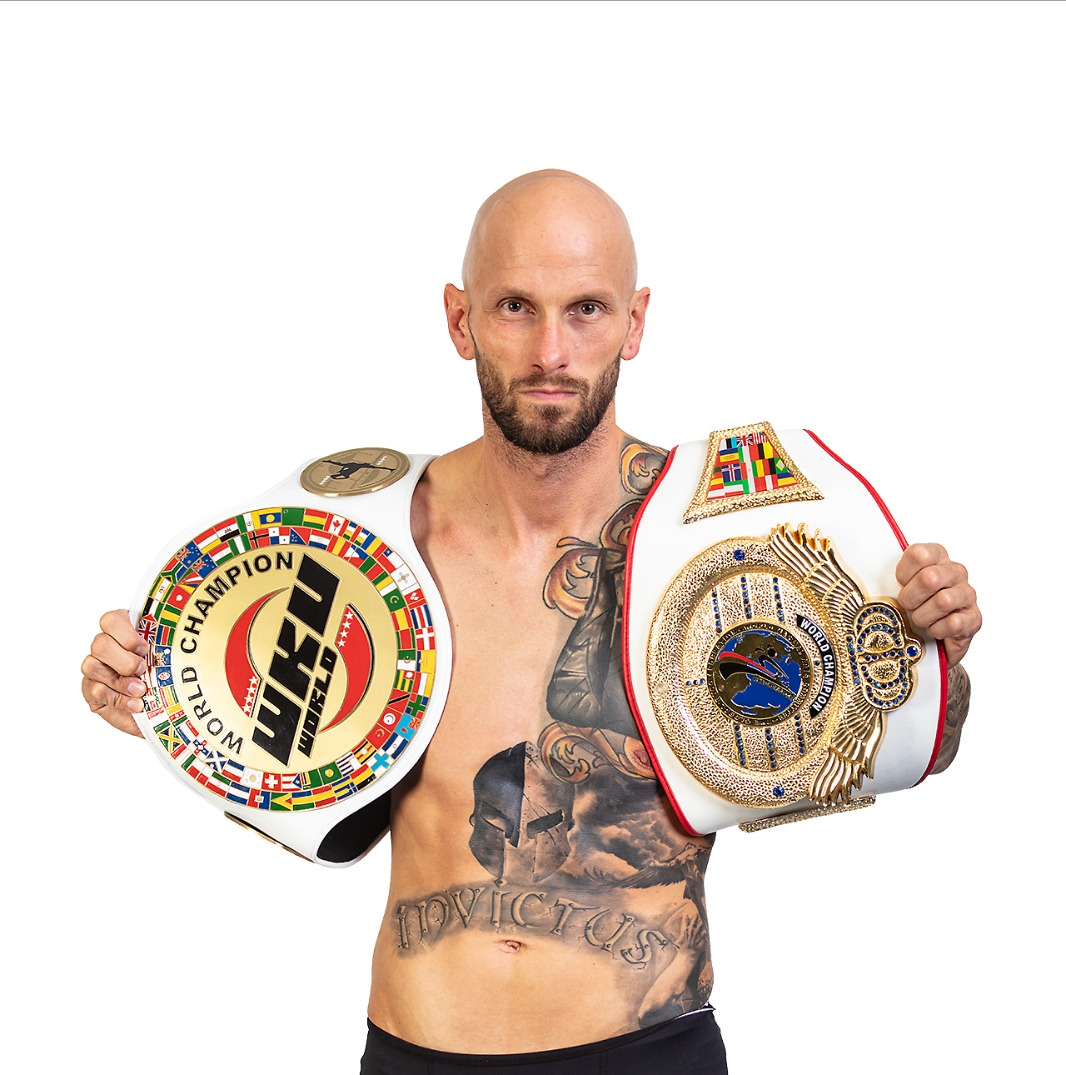
John Kallenbach

John Kallenbach (* 29. Januar 1983 in Saalfeld/Saale) ist ein deutscher Kickboxer und Weltmeister der WKU, WKA, ISKA, WMAC und IKBO.

## Leben
Kallenbach entdeckte mit 17 Jahren die Leidenschaft zum Kickboxen. Seit 2003 trainiert er aktiv Kick- und Thaiboxen. 2005 hatte er seinen ersten Thaiboxkampf. 2007–2011 sammelte Kallenbach viele Erfolge im Amateurbereich. Der Höhepunkt seiner Amateurkarriere war 2009, als er zweifacher Amateur-Weltmeister der WKA in Spanien wurde. Ein weiterer Höhepunkt war 2010 der Titel des WKA-Pro/Am-Europameisters in Hanau. 2014 eröffnete Kallenbach seine eigene Kick- und Thaiboxschule unter dem Namen „INVICTUS“ in Saalfeld. 2014 startete er gemeinsam mit der Sparkasse des Saale-Orla-Kreises das Projekt „Courage gegen Drogen“, das an Schulen angeboten wird, um Jugendliche über das Thema Drogen, deren Konsum, Wirkung und Folgen aufzuklären. Zusätzlich wird in Trainingseinheiten der Teamgeist, Respekt untereinander sowie auch der Spaß am Sport vermittelt, aber auch das Überwinden von körperlichen Grenzen und deren oftmals viel zu schnelles Auftreten im Alltag. 2016 schloss Kallenbach seine Ausbildung zum geprüften Fitness- und Personaltrainer ab. Seit 2014 findet jährlich im unmittelbaren Umkreis der Kampfsportschule INVICTUS eine seitens Kallenbach ausgetragene Fightnight statt. 2019 wurde diese Serie mit einem Highlight der erstmals ausgetragenen Fightnight in Kallenbachs Heimatstadt Pößneck verewigt, als er seinen WKU-Profi-Weltmeistertitel im K1/Kickboxen 76 kg erfolgreich verteidigte.
John Kallenbach ist verheiratet und hat zwei Kinder.

## Erfolge als Amateur

### 2008
- WKA Int. Deutscher Meister 85 kg
- WKA Ostdeutscher Meister 85 kg
- WKA Bronze WM Thaiboxen 80 kg
- WKA Vize-Weltmeister Thaiboxen 85 kg

### 2009
- WKA Deutscher Meister K1 80 kg
- WKA FL–Champion K1 Rules 75 kg
- WKA Int. Deutscher Meister K1 75 kg
- WKA Weltmeister Thaiboxen 75 kg
- WKA Weltmeister Kick/Low 75 kg

### 2010
- WKA Süddeutscher Meister 80 kg
- WKA Pro/Am-Europameister Kick/Low 76 kg
- WKA Bronze WM Kick/Low 75 kg

### 2011
- WKA BW-Meister K1 80 kg
- WKA Deutscher Meister K1 80 kg

## Erfolge als Profi

### 2012
- WKA Weltmeister 76 kg K1
- WKA Weltmeister 76 kg K1 (Titelverteidigung am 24. November 2012)
- WKU Weltmeister 76 kg K1

### 2013
- IKBO Weltmeister 76 kg K1[2]

### 2015
- WKU Weltmeister 76 kg K1/Kickboxen

### 2016
- WKU Profi-Weltmeister K1/Kickboxen 76 kg

### 2017
- WKU Profi-Weltmeister K1/Kickboxen 76 kg
- WFCA Profi-Europameister K1 76,2 kg
- ISKA Profi-Weltmeister K1 75 kg

### 2018
- WKU Profi-Weltmeister K1/Kickboxen 76 kg

### 2019
- WKU Profi-Weltmeister K1/Kickboxen 76 kg

### 2020
- WMAC Pro World Champion K1 76 kg
- WKU Pro World Champion KB 76 kg

## Erfolge als Trainer

### Fabio Ferko
- WMAC Pro / Am European Champion K1 -67 kg
- WKU Pro Deutscher Meister K1
- WKN Pro Deutscher Meister K1 69 kg
- WKU Silbermedaille Weltmeisterschaft K1 65 kg
- WKU int. Deutscher Meister K1 65 kg

### Leon Schrock
- WKU Amateur-Weltmeister K1 65 kg
- WKU Pro Deutscher Meister K1 67 kg
- WKN Pro Deutscher Meister K1 65 kg
- WKU Int. Deutscher Meister K1 65 kg
- WMAC Amateur-Weltmeister FC -65 kg (2021)
- ISKA Pro/Am Deutscher Meister K1 -67 kg
- WMAC Pro/Am Europa Meister -65 kg

### Christian Müller
- WKU Silbermedaille Weltmeisterschaft +90 kg K1
- WKU Int. Deutscher Meister +90 kg K1
- WKU mehrfacher Deutscher Meister K1 +90 kg
- WMAC Profi Int.Deutscher Meister K1 +90 kg
- WMAC INT.German Champion K1 +90 kg
- WMAC Amateur-Weltmeister FC +90 kg (2021, 2023)
- WMAC Amateur-Weltmeister Oriental Boxing +90 kg (2022, 2023)

### Kristin Geissler
- WKU Silbermedaille Weltmeisterschaft 60 kg K1
- WKU 2. Platz Profi Deutsche Meisterschaft K1 60 kg
- WKU Deutsche Meisterin K1 60 kg
- WKU int. Deutsche Meisterin K1 60 kg
- WKU BW Meisterin K1 60 kg
- IFN Champion K1 64 kg
- WKU Amateur-Weltmeisterin K1 -55 kg (2021)
- WMAC Amateur-Weltmeisterin K1 -60 kg (2022)